# بخش پوتومایو
شهرستان پوتومایو (به اسپانیایی: Putumayo Department) یک سکونتگاه مسکونی در کلمبیا است که در کلمبیا واقع شده‌است.

## خصوصیات
شهرستان پوتومایو ۲۴٬۸۸۵ کیلومترمربع مساحت و ۳۳۷٬۰۵۴ نفر جمعیت دارد.